# Comuna Bilokopîtove, Hluhiv
Bilokopîtove (în ucraineană Білокопитове) este o comună în raionul Hluhiv, regiunea Sumî, Ucraina, formată din satele Bilokopîtove (reședința) și Zaruțke.

## Demografie
Componența lingvistică a comunei Bilokopîtove
     Ucraineană (94,33%)
     Rusă (5,67%)
Conform recensământului din 2001, majoritatea populației comunei Bilokopîtove era vorbitoare de ucraineană (94,33%), existând în minoritate și vorbitori de rusă (5,67%).